# Gran Premio di Francia 1990
Il Gran Premio di Francia 1990 è stato un Gran Premio di Formula 1 disputato l'8 luglio 1990 al Circuito Paul Ricard di Le Castellet. La gara è stata vinta da Alain Prost su Ferrari. Fu l'ultimo GP di Francia a svolgersi sul circuito Paul Ricard fino al 2018.

## Pre-qualifiche
| Pos | No | Pilota             | Costruttore           | Tempo       | Distacco  |
| --- | -- | ------------------ | --------------------- | ----------- | --------- |
| 1   | 29 | Éric Bernard       | Larrousse-Lamborghini | 1:05.165    | —         |
| 2   | 30 | Aguri Suzuki       | Larrousse-Lamborghini | 1:06.505    | +1.340    |
| 3   | 17 | Gabriele Tarquini  | AGS-Ford              | 1:07.232    | +2.067    |
| 4   | 18 | Yannick Dalmas     | AGS-Ford              | 1:08.151    | +2.986    |
| 5   | 14 | Olivier Grouillard | Osella-Ford           | 1:08.219    | +3.054    |
| 6   | 33 | Roberto Moreno     | EuroBrun-Judd         | 1:09.885    | +4.720    |
| 7   | 34 | Claudio Langes     | EuroBrun-Judd         | 1:10.368    | +5.203    |
| 8   | 31 | Bertrand Gachot    | Coloni-Subaru         | 4:02.465    | +2:57.300 |
| 9   | 39 | Bruno Giacomelli   | Life                  | senza tempo | —         |

## Qualifiche
Nigel Mansell conquista la pole position davanti a Berger, Senna, Prost, Nannini, Patrese, Capelli, Boutsen, Piquet e Gugelmin, che completa la top ten.

### Classifica
| Pos                     | No | Pilota             | Costruttore             | Tempo    | Distacco |
| ----------------------- | -- | ------------------ | ----------------------- | -------- | -------- |
| 1                       | 2  | Nigel Mansell      | Ferrari                 | 1:04.402 |          |
| 2                       | 28 | Gerhard Berger     | McLaren - Honda         | 1:04.512 | +0.110   |
| 3                       | 27 | Ayrton Senna       | McLaren - Honda         | 1:04.549 | +0.147   |
| 4                       | 1  | Alain Prost        | Ferrari                 | 1:04.781 | +0.379   |
| 5                       | 19 | Alessandro Nannini | Benetton - Ford         | 1:05.009 | +0.607   |
| 6                       | 6  | Riccardo Patrese   | Williams - Renault      | 1:05.059 | +0.657   |
| 7                       | 16 | Ivan Capelli       | Leyton House - Judd     | 1:05.369 | +0.967   |
| 8                       | 5  | Thierry Boutsen    | Williams - Renault      | 1:05.446 | +1.044   |
| 9                       | 20 | Nelson Piquet      | Benetton - Ford         | 1:05.640 | +1.238   |
| 10                      | 15 | Maurício Gugelmin  | Leyton House - Judd     | 1:05.818 | +1.416   |
| 11                      | 29 | Éric Bernard       | Larrousse - Lamborghini | 1:05.852 | +1.450   |
| 12                      | 26 | Philippe Alliot    | Ligier - Ford           | 1:05.986 | +1.584   |
| 13                      | 4  | Jean Alesi         | Tyrrell - Ford          | 1:06.084 | +1.682   |
| 14                      | 30 | Aguri Suzuki       | Larrousse - Lamborghini | 1:06.100 | +1.698   |
| 15                      | 3  | Satoru Nakajima    | Tyrrell - Ford          | 1:06.563 | +2.161   |
| 16                      | 11 | Derek Warwick      | Lotus - Lamborghini     | 1:06.624 | +2.222   |
| 17                      | 12 | Martin Donnelly    | Lotus - Lamborghini     | 1:06.647 | +2.245   |
| 18                      | 9  | Michele Alboreto   | Arrows - Ford           | 1:06.847 | +2.445   |
| 19                      | 25 | Nicola Larini      | Ligier - Ford           | 1:06.856 | +2.454   |
| 20                      | 8  | Stefano Modena     | Brabham - Judd          | 1:06.937 | +2.535   |
| 21                      | 22 | Andrea De Cesaris  | Scuderia Italia - Ford  | 1:07.137 | +2.735   |
| 22                      | 10 | Alex Caffi         | Arrows - Ford           | 1:07.207 | +2.805   |
| 23                      | 23 | Pierluigi Martini  | Minardi - Ford          | 1:07.315 | +2.913   |
| 24                      | 21 | Emanuele Pirro     | Scuderia Italia - Ford  | 1:07.687 | +3.285   |
| 25                      | 7  | David Brabham      | Brabham - Judd          | 1:07.733 | +3.331   |
| 26                      | 18 | Yannick Dalmas     | AGS - Ford              | 1:07.926 | +3.524   |
| Vetture non qualificate |    |                    |                         |          |          |
| NQ                      | 24 | Paolo Barilla      | Minardi - Ford          | 1:08.008 | +3.606   |
| NQ                      | 19 | Gabriele Tarquini  | AGS - Ford              | 1:08.147 | +3.745   |
| NQ                      | 35 | Gregor Foitek      | Onyx - Ford             | 1:08.232 | +3.830   |
| NQ                      | 36 | Jyrki Järvilehto   | Onyx - Ford             | 1:08.487 | +4.085   |

## Gara
Al via Berger conquista la testa della corsa davanti a Mansell, Senna, Nannini, Patrese, Prost, Boutsen, Piquet ed Alesi. Più avanti nella gara i piloti di testa si fermano a cambiare le gomme, non così le Leyton House: Capelli sale così al comando davanti al compagno di squadra Gugelmin. Quest'ultimo viene sopravanzato da Prost al 54º giro, dovendosi ritirare tre tornate più tardi per problemi al motore. Anche Capelli è costretto a rallentare per problemi al propulsore Judd; questo consente a Prost di avvicinarsi e superare il pilota italiano a tre passaggi dal termine per vincere la gara. È la centesima vittoria della Ferrari in un Gran Premio di Formula 1 ed é anche l'ultimo podio conquistato sia da parte del team March che dal pilota Ivan Capelli.

### Classifica
| Pos          | No | Pilota             | Costruttore             | Giri | Tempo/Ritiro                        | Partenza | Punti |
| ------------ | -- | ------------------ | ----------------------- | ---- | ----------------------------------- | -------- | ----- |
| 1            | 1  | Alain Prost        | Ferrari                 | 80   | 1:33:29.606                         | 4        | 9     |
| 2            | 16 | Ivan Capelli       | Leyton House - Judd     | 80   | + 8.626                             | 7        | 6     |
| 3            | 27 | Ayrton Senna       | McLaren - Honda         | 80   | + 11.606                            | 3        | 4     |
| 4            | 20 | Nelson Piquet      | Benetton - Ford         | 80   | + 41.207                            | 9        | 3     |
| 5            | 28 | Gerhard Berger     | McLaren - Honda         | 80   | + 42.219                            | 2        | 2     |
| 6            | 6  | Riccardo Patrese   | Williams - Renault      | 80   | + 1:09.351                          | 6        | 1     |
| 7            | 30 | Aguri Suzuki       | Larrousse - Lamborghini | 79   | + 1 giro                            | 14       |       |
| 8            | 29 | Éric Bernard       | Larrousse - Lamborghini | 79   | + 1 giro                            | 11       |       |
| 9            | 26 | Philippe Alliot    | Ligier - Ford           | 79   | + 1 giro                            | 12       |       |
| 10           | 9  | Michele Alboreto   | Arrows - Ford           | 79   | + 1 giro                            | 18       |       |
| 11           | 11 | Derek Warwick      | Lotus - Lamborghini     | 79   | + 1 giro                            | 16       |       |
| 12           | 12 | Martin Donnelly    | Lotus - Lamborghini     | 79   | + 1 giro                            | 17       |       |
| 13           | 8  | Stefano Modena     | Brabham - Judd          | 78   | + 2 giri                            | 20       |       |
| 14           | 25 | Nicola Larini      | Ligier - Ford           | 78   | + 2 giri                            | 19       |       |
| 15           | 7  | David Brabham      | Brabham - Judd          | 77   | + 3 giri                            | 25       |       |
| 16           | 19 | Alessandro Nannini | Benetton - Ford         | 75   | Problema elettrico                  | 5        |       |
| 17           | 18 | Yannick Dalmas     | AGS - Ford              | 75   | + 5 giri                            | 26       |       |
| 18           | 2  | Nigel Mansell      | Ferrari                 | 72   | Rottura al motore                   | 1        |       |
| Squalificato | 22 | Andrea De Cesaris  | Scuderia Italia - Ford  | 78   | Squalificato                        | 21       |       |
| Ritirato     | 3  | Satoru Nakajima    | Tyrrell - Ford          | 63   | Problemi al cambio                  | 15       |       |
| Ritirato     | 15 | Maurício Gugelmin  | Leyton House - Judd     | 58   | Rottura del motore                  | 10       |       |
| Ritirato     | 23 | Pierluigi Martini  | Minardi - Ford          | 40   | Problema elettrico                  | 23       |       |
| Ritirato     | 4  | Jean Alesi         | Tyrrell - Ford          | 23   | Problema al differenziale           | 13       |       |
| Ritirato     | 10 | Alex Caffi         | Arrows - Ford           | 22   | Problema alla sospensione anteriore | 22       |       |
| Ritirato     | 5  | Thierry Boutsen    | Williams - Renault      | 7    | Rottura del motore                  | 8        |       |
| Ritirato     | 21 | Emanuele Pirro     | Scuderia Italia - Ford  | 7    | Problema ai freni                   | 24       |       |
| NQ           | 24 | Paolo Barilla      | Minardi - Ford          |      |                                     |          |       |
| NQ           | 17 | Gabriele Tarquini  | AGS - Ford              |      |                                     |          |       |
| NQ           | 35 | Gregor Foitek      | Onyx - Ford             |      |                                     |          |       |
| NQ           | 36 | Jyrki Järvilehto   | Onyx - Ford             |      |                                     |          |       |
| NPQ          | 14 | Olivier Grouillard | Osella - Ford           |      |                                     |          |       |
| NPQ          | 33 | Roberto Moreno     | EuroBrun - Judd         |      |                                     |          |       |
| NPQ          | 34 | Claudio Langes     | EuroBrun - Judd         |      |                                     |          |       |
| NPQ          | 31 | Bertrand Gachot    | Coloni - Subaru         |      |                                     |          |       |
| NPQ          | 39 | Bruno Giacomelli   | Life                    |      |                                     |          |       |

## Classifiche

### Piloti
| Pos. | Pilota             | Punti |
| ---- | ------------------ | ----- |
| 1    | Ayrton Senna       | 35    |
| 2    | Alain Prost        | 32    |
| 3    | Gerhard Berger     | 25    |
| 4    | Nelson Piquet      | 16    |
| 5    | Jean Alesi         | 13    |
| 6    | Nigel Mansell      | 13    |
| 7    | Thierry Boutsen    | 11    |
| 8    | Riccardo Patrese   | 10    |
| 9    | Alessandro Nannini | 7     |
| 10   | Ivan Capelli       | 6     |
| 11   | Stefano Modena     | 2     |
| 12   | Alex Caffi         | 2     |
| 13   | Satoru Nakajima    | 1     |
| 14   | Éric Bernard       | 1     |
| 15   | Derek Warwick      | 1     |

### Costruttori
| Pos. | Team                    | Punti |
| ---- | ----------------------- | ----- |
| 1    | McLaren - Honda         | 60    |
| 2    | Ferrari                 | 45    |
| 3    | Benetton - Ford         | 23    |
| 4    | Williams - Renault      | 21    |
| 5    | Tyrrell - Ford          | 14    |
| 6    | Leyton House - Judd     | 6     |
| 7    | Brabham - Judd          | 2     |
| 8    | Arrows - Ford           | 2     |
| 9    | Larrousse - Lamborghini | 1     |
| 10   | Lotus - Lamborghini     | 1     |

## Fonti
- Salvo dove indicato diversamente, tutti i dati statistici sono tratti da  The Official Formula 1 website, su formula1.com. URL consultato il 5 agosto 2007
- o da   GPupdate.net [collegamento interrotto], su f1.gpupdate.net. URL consultato il 23 aprile 2009